# Zwartkoplar
De zwartkoplar  (Hylobates pileatus) behoort tot de superfamilie van de mensapen (Hominoidea) uit de familie van de gibbons (Hylobatidae). De dieren leven in tropische bossen in het oosten van Thailand, het westen van Cambodja en het zuidwesten van Laos. Ze zijn overdag actief en komen zelden uit de bomen. Ze voeden zich met vruchten, bladeren en kleine dieren.

## Beschrijving
De zwartkoplar is een tenger gebouwd dier, met -net als andere gibbonsoorten- lange armen en zonder staart. Het mannetje en het vrouwtje zijn even groot, maar verschillen duidelijk in de kleur van de vacht. De mannetjes zijn bijna zwart met witte vingers, tenen en een bosje haar bij het geslachtsorgaan. De vacht van het vrouwtje is bleekgrijs tot beige met zwarte vlekken op de buik, wangen en op de kruin. Beide seksen hebben een lichte krans van beharing rond de ogen, neus en mond.

## Leefgebied
Zwartkoplars komen voor in altijd groen blijvende tropische loofbossen onder de 1500 m boven de zeespiegel. Net als withandgibbons eten zwartkoplars bladeren, bladscheuten, bloemen, insecten en vooral fruit (vijgen).

## Bedreigingen
De belangrijkste bedreiging vormt jacht op het dier voor bushmeat en de illegale handel in huisdieren. Daarnaast vormen de omzetting van bos in landbouwgebied, houtoogst en wegenbouw (versnippering van leefgebied) een bedreiging, vooral in Laos en Cambodja. Het goede nieuws is dat in Thailand de populaties van de zwartkoplar leven binnen de grenzen van beschermde gebieden en dat daar de periode van grote ontbossingen voorbij is, hoewel versnippering van het leefgebied daar ook een probleem blijft. De totale afname in aantal van alle populaties in de periode 1970-2015 wordt op 50% geschat (gemiddeld 1,5% afname per jaar), en daarom is de zwartkoplar een bedreigde diersoort.